# Englische Frauen-Cricket-Nationalmannschaft in Australien in der Saison 2013/14
Die Tour der englischen Cricket-Nationalmannschaft nach Australien in der Saison 2013/14 fand vom 10. Januar bis zum 2. Februar 2014 statt. Die internationale Cricket-Tour war Bestandteil der Internationalen Cricket-Saison 2013/14 und umfasste einen WTests, drei WODIs und drei WTwenty20s. England gewann die WTest-Serie 1–0, während Australien die WODI- und WTwenty20-Serie mit jeweils 2–1 für sich entschied. Die Zusammenfassende Punktewertung konnte England mit 10–8 für sich entscheiden und so die Ashes zu verteidigen.

## Vorgeschichte
England spielte zuvor eine Tour in den West Indies, für Australien war es die erste Tour der Saison. Das letzte Aufeinandertreffen der beiden Mannschaften bei einer Tour fand in der Saison 2013 in England statt.

## Stadien
Die folgenden Stadien wurden für die Tour als Austragungsort vorgesehen.
| Stadion                  | Stadt     | Kapazität | Spiele                |
| ------------------------ | --------- | --------- | --------------------- |
| Bellerive Oval           | Hobart    | 20.000    | 3. WODI; 1. WT20      |
| Melbourne Cricket Ground | Melbourne | 100.024   | 1. & 2. WODI; 2. WT20 |
| WACA Ground              | Perth     | 20.000    | 1. WTest              |
| Sydney Cricket Ground    | Sydney    | 48.000    | 3. WT20               |

## Kaderlisten
England benannte seinen Kader am 11. Dezember 2013.
| WTest | WTest | WODI | WODI | WTwenty20 | WTwenty20 |
| Australien | England | Australien | England | Australien | England |
| --- | --- | --- | --- | --- | --- |
| - Jodie Fields (K, wk) - Alex Blackwell - Sarah Coyte - Jess Duffin - Sarah Elliott - Rene Farrell - Holly Ferling - Meg Lanning - Erin Osborne - Ellyse Perry - Elyse Villani | - Charlotte Edwards (K) - Arran Brindle - Katherine Brunt - Kate Cross - Georgia Elwiss - Lydia Greenway - Jenny Gunn - Danielle Hazell - Amy Jones - Heather Knight - Natalie Sciver - Anya Shrubsole - Sarah Taylor (wk) - Lauren Winfield - Danni Wyatt | - Meg Lanning (K) - Alex Blackwell - Nick Bolton - Jess Duffin - Rene Farrell - Holly Ferling - Alyssa Healy (wk) - Julie Hunter - Jess Jonassen - Erin Osborne - Ellyse Perry - Elyse Villani | - Charlotte Edwards (K) - Arran Brindle - Katherine Brunt - Kate Cross - Georgia Elwiss - Lydia Greenway - Jenny Gunn - Danielle Hazell - Amy Jones - Heather Knight - Natalie Sciver - Anya Shrubsole - Sarah Taylor (wk) - Lauren Winfield - Danni Wyatt | - Meg Lanning (K) - Alex Blackwell - Nicole Bolton - Sarah Coyte - Jess Duffin - Rene Farrell - Holly Ferling - Alyssa Healy (wk) - Julie Hunter - Jess Jonassen - Erin Osborne - Ellyse Perry - Elyse Villani | - Charlotte Edwards (K) - Arran Brindle - Katherine Brunt - Georgia Elwiss - Natasha Farrant - Lydia Greenway - Jenny Gunn - Danielle Hazell - Amy Jones - Heather Knight - Natalie Sciver - Anya Shrubsole - Sarah Taylor - Lauren Winfield - Danni Wyatt |

## Tour Matches
| 6. – 7. Januar Scorecard | Perth (FPO) | England 386 (113.2) | – | Australia A 301-7 (88) |
|                          |             | Remis               |   |                        |

| 17. Januar Scorecard | Melbourne (JO) | England 237-3 (49.3)                       | – | Cricket Australia XI 238-8 (47.5) |
|                      |                | Cricket Australia XI gewinnt mit 2 Wickets |   |                                   |

## WTest in Perth
| 10. – 13. Januar Scorecard | Perth | England 201 (91.1) & 190 (79) | – | Australien 207 (88.2) & 123 (48.1) |
|                            |       | England gewinnt mit 61 Runs   |   |                                    |

England gewann den Münzwurf und entschied sich als Schlagmannschaft zu beginnen. Als Spielerin des Spiels wurde Ellyse Perry ausgezeichnet.

## Women’s One-Day Internationals

### Erstes WODI in Melbourne
| 19. Januar Scorecard | Melbourne | Australien 209-3 (50)         | – | England 210-3 (46.5) |
|                      |           | England gewinnt mit 7 Wickets |   |                      |

Australien gewann den Münzwurf und entschied sich als Schlagmannschaft zu beginnen. Als Spielerin des Spiels wurde Lydia Greenway ausgezeichnet.

### Zweites WODI in Melbourne
| 23. Januar Scorecard | Melbourne | Australien 266-7 (50)          | – | England 240 (46.2) |
|                      |           | Australien gewinnt mit 26 Runs |   |                    |

Australien gewann den Münzwurf und entschied sich als Schlagmannschaft zu beginnen. Als Spielerin des Spiels wurde Nicole Bolton ausgezeichnet.

### Drittes WODI in Hobart
| 26. Januar Scorecard | Hobart | England 268-4 (50)               | – | Australien 269-6 (49.3) |
|                      |        | Australien gewinnt mit 4 Wickets |   |                         |

England gewann den Münzwurf und entschied sich als Schlagmannschaft zu beginnen. Als Spielerin des Spiels wurde Ellyse Perry ausgezeichnet.

## Women’s Twenty20 Internationals

### Erstes WTwenty20 in Hobart
| 29. Januar Scorecard | Hobart | Australien 150-3 (20)         | – | England 151-1 (17.5) |
|                      |        | England gewinnt mit 9 Wickets |   |                      |

Australien gewann den Münzwurf und entschied sich als Schlagmannschaft zu beginnen. Als Spielerin des Spiels wurde Charlotte Edwards ausgezeichnet.

### Zweites WTwenty20 in Melbourne
| 31. Januar Scorecard | Melbourne | England 98-6 (20)                | – | Australien 99-3 (15.1) |
|                      |           | Australien gewinnt mit 7 Wickets |   |                        |

Australien gewann den Münzwurf und entschied sich als Feldmannschaft zu beginnen. Als Spielerin des Spiels wurde Holly Ferling ausgezeichnet.

### Drittes WTwenty20 in Sydney
| 2. Februar Scorecard | Sydney | England 101-8 (20)               | – | Australien 102-3 (18.3) |
|                      |        | Australien gewinnt mit 7 Wickets |   |                         |

Australien gewann den Münzwurf und entschied sich als Feldmannschaft zu beginnen. Als Spielerin des Spiels wurde Rene Farrell ausgezeichnet.

## Punktwertung
Die Ashes wurden nach einer Punktwertung vergeben. Im WTest gab es sechs Punkte für einen Sieg, zwei für ein Remis, Unentschieden oder No Result und in den kurzen Spielformen zwei bzw. einen Punkt.
| Australien |            | England |
| ---------- | ---------- | ------- |
| 0          | WTests     | 6       |
| 0          | 1. WTest   | 6       |
| 4          | WODIs      | 2       |
| 0          | 1. WODI    | 2       |
| 2          | 2. WODI    | 0       |
| 2          | 3. WODI    | 0       |
| 4          | WTwenty20s | 2       |
| 0          | 1. WT20    | 2       |
| 2          | 2. WT20    | 0       |
| 2          | 3. WT20    | 0       |
| 8          | Gesamt     | 10      |

England konnte damit erfolgreich die Ashes verteidigen.

## Auszeichnungen

### Player of the Series
Als Player of the Series wurden der folgende Spieler ausgezeichnet.
| Serie | Player of the Series |
| ----- | -------------------- |
| WT20  | Ellyse Perry         |

### Player of the Match
Als Player of the Match wurden die folgenden Spielerinnen ausgezeichnet.
| Spiel    | Player of the Match |
| -------- | ------------------- |
| 1. WTest | Ellyse Perry        |
| 1. WODI  | Lydia Greenway      |
| 2. WODI  | Nicole Bolton       |
| 3. WODI  | Ellyse Perry        |
| 1. WT20  | Charlotte Edwards   |
| 2. WT20  | Holly Ferling       |
| 3. WT20  | Rene Farrell        |